# Esfínter urinari artificial

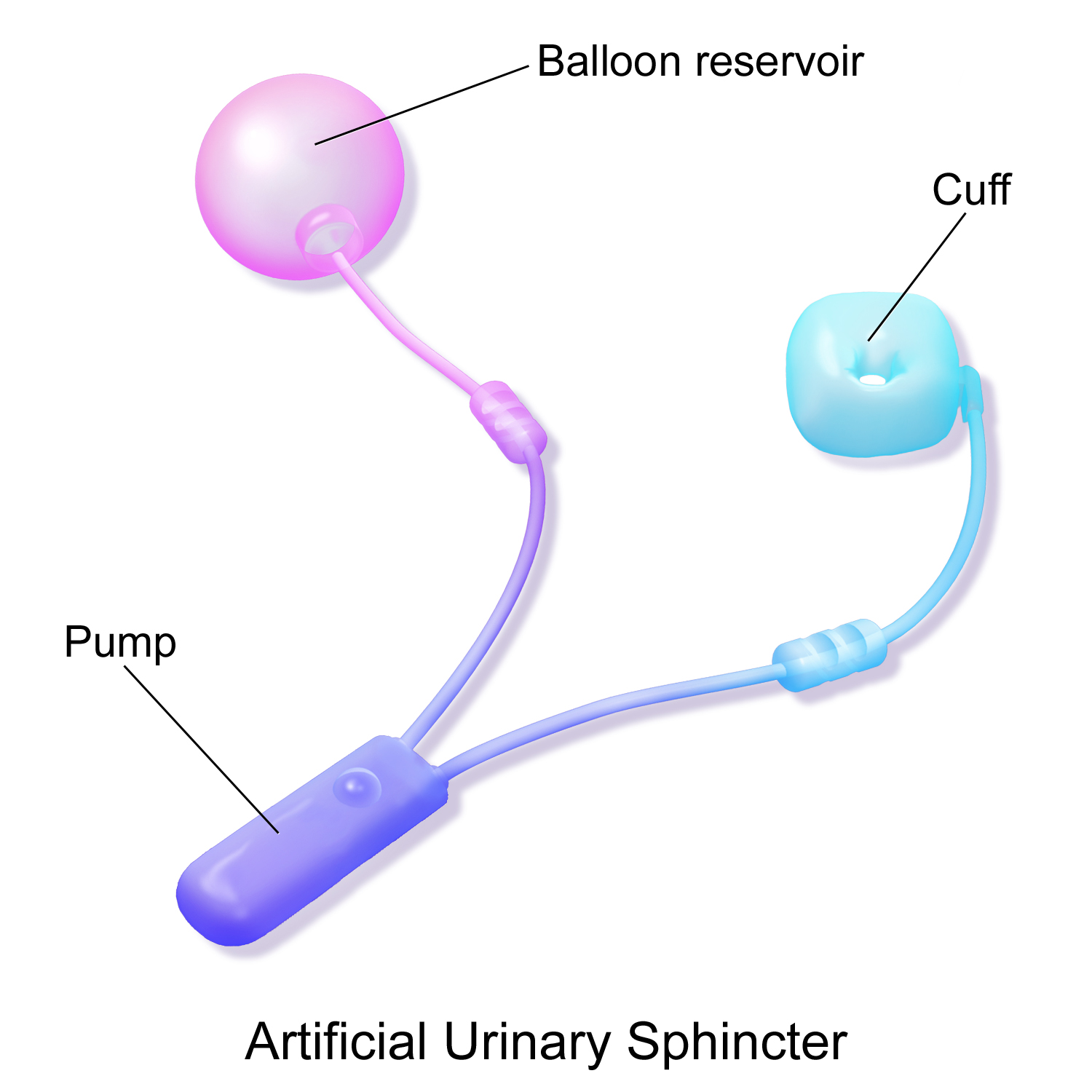
Esfínter urinari artificial

Un esfínter urinari artificial (AUS) és un dispositiu implantat per tractar la incontinència urinària severa en els homes degut a la deficiència intrínseca de l'esfínter urinari. L'AUS està dissenyat per complementar la funció de l'esfínter urinari natural que restringeix el flux d'orina fora de la bufeta urinària, permetent mantenir la continència durant les activitats diàries.

## Tipus
Hi ha dos tipus d'esfínters urinaris artificials: L'esfínter urinari artificial amb dipòsit regulador de pressió, i l'esfínter urinari artificial amb molla
L'esfínter urinari artificial amb reservori de globus te 3 components: braçalet inflable, bomba i dipòsit regulador de pressiós. El braçalet inflable es col·loca al voltant de la uretra; la bomba s'insereix a l'escrot i el dipòsit regulador de pressió s'implanta a l'espai retropúbic, entre la bufeta i la vena ilíaca. La pressió en el circuit hidràulic és generada pel dipòsit del globus elàstic i per la pressió retropúbica. Produït amb un elastòmer de silicona, s'omple amb sèrum salí estèril estàndard.
L'esfínter urinari artificial amb molla té dos components): mànec i unitat de bomba. El puny es col·loca al voltant de la uretra i la unitat de bomba s'insereix a l'escrot. La pressió al circuit hidràulic la genera la molla de la unitat de bomba. La pressió a l'espai retropúbic no té cap influència per a aquest tipus d'esfínter.

## Riscos del procediment
El procediment és generalment molt segur. Els riscos d'aquest tipus de cirurgia poden ser:
- Danys a la uretra, la bufeta urinària
- Dificultat de buidar la bufeta
- Pot empitjorar la incontinència urinària
- Falla, o el desgast de l'implant, que requereixen cirurgia per retirar-lo

## Abans de la cirurgia
Sempre consulti al seu metge o infermera quins medicaments o suplements que vostè està prenent, que hagi adquirit amb recepta mèdica o sense.
En els dies previs a la cirurgia:
- Li poden demanar que deixi de prendre qualsevol medicament que dificulti la coagulació de la sang
- Consulti el seu metge quins fàrmacs pot prendre fins i tot el dia de la cirurgia

## La intervenció
- Se li demanarà de no menjar qualsevol tipus d'aliments o beguda de 6 a 12 hores abans del procediment
- Es farà un test d'orina per verificar que no té una infecció del tracte urinari abans de la cirurgia
- L'esfínter urinari artificial és implantat sota anestèsia general
- Incisions escrotal i perineal son efectuades per implantar el braçalet i la bomba amb el dipòsit regulador de pressió

No podreu utilitzar l'esfínter artificial per un temps després de la cirurgia. Els teixits necessiten aquest temps per curar

## Després de la intervenció
Aproximadament 8 setmanes després de la cirurgia, se li ensenyarà a utilitzar la bomba per activar l'esfínter artificial.
És necessari que el pacient porti una targeta o ID mèdic que indica als metges que porta un esfínter artificial.